# Piazza Gaetano Salvemini
Piazza Gaetano Salvemini si trova nel centro storico di Firenze, nella zona di Santa Croce. Vi immettono le strade: via Verdi, via Fiesolana, via Pietrapiana, via dell'Oriuolo e Borgo Albizi.

## Storia e descrizione
Lo slargo fu creato nel 1936 nell'ambito di un ampio progetto di riqualificazione della zona, in seguito alla demolizione di un isolato in forma di sprone che si allungava da Borgo Pinti al Canto alle Rondini, avendo il lati lunghi su via dell'Oriuolo (già via dello Sprone, appunto) e sul tratto iniziale di borgo degli Albizzi.

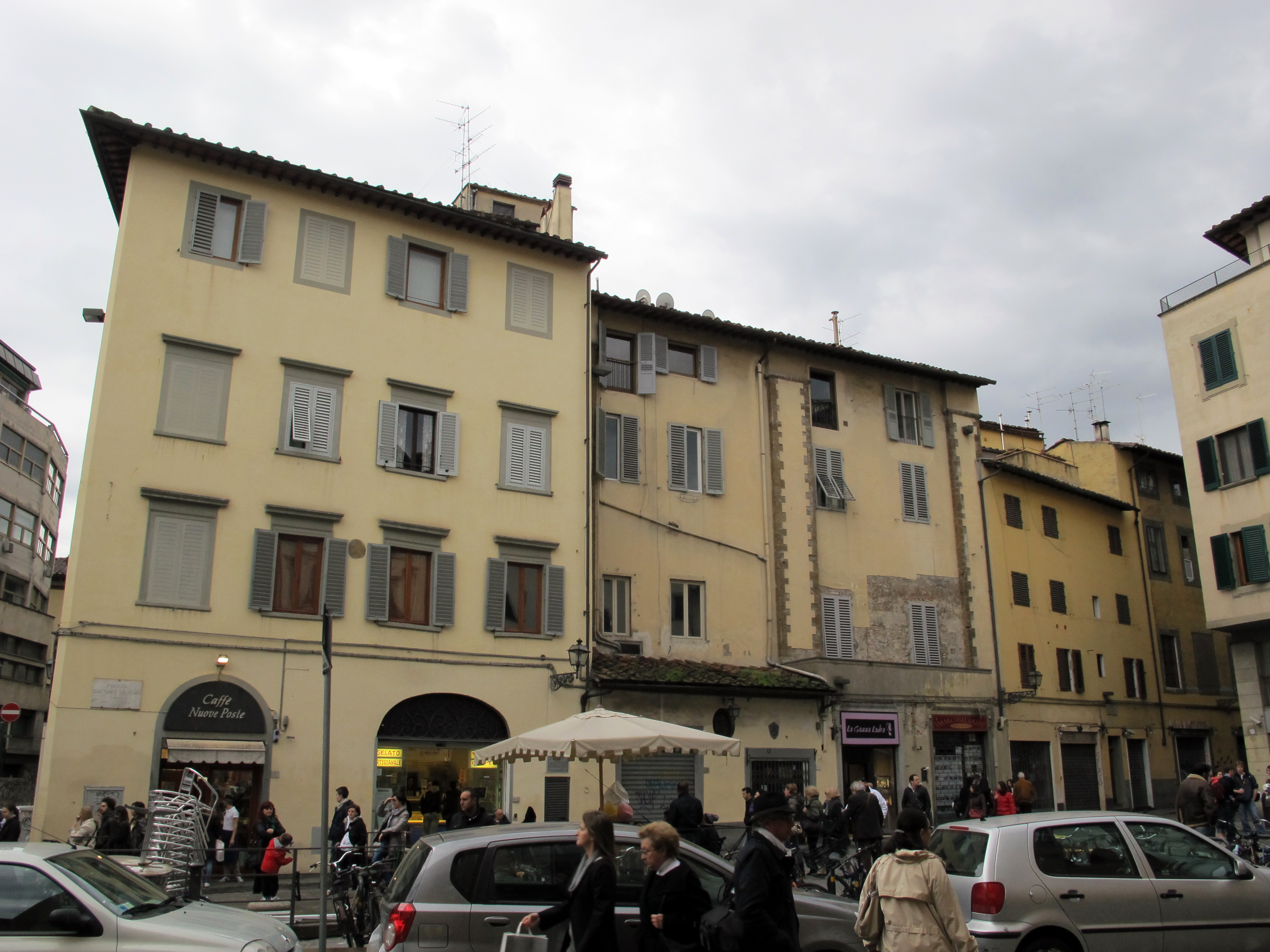
Piazza Salvemini, verso borgo Albizi

Il 'risanamento' del quartiere di Santa Croce interessò l'area compresa tra via Giuseppe Verdi, via Pietrapiana, borgo Allegri e via dell'Agnolo. Demolite le costruzioni che qui insistevano non seguirono nell'immediato le progettate opere di risistemazione e di ricostruzione per l'inevitabile chiusura del cantiere dovuta alle vicende belliche. "Nel 1944 la forca presentava ancora i segni della demolizione lasciata a mezzo dal Comune". Originariamente progettata con gli edifici in fregio in stile, con archi che riproponevano la scansione dei fornici dell'edificio detto Casa degli Albizi e posto sul lato destro borgo degli Albizi, la piazza ebbe in realtà la sua attuale definizione con la costruzione del fronte moderno tra borgo degli Albizi e via dell'Oriuolo (che è poi quello che conferisce il carattere al luogo), realizzato su commissione del Banco di Roma e progetto dell'ingegner Donzelli, in termini ben lontani dall'assicurare un minimo di collegamento formale con le altre presenza dello slargo. Fece poi da contraltare l'ancora più moderno edificio delle poste di via Pietrapiana, in stile brutalista, che è ancora più slegato al contesto in cui si trova e che dalla fine degli anni 2010 è stato in larga parte dismesso, creando un ancora maggiore senso di straniamento urbano e desolazione. 
Lo slargo fu ribattezzato "piazza" e dedicato nel 1963 a Gaetano Salvemini, storico, politico antifascista e docente presso l'Università di Firenze, scomparso sei anni prima. 
Segnata lungo l'asse tra via Giuseppe Verdi e via Sant'Egidio da un intenso traffico veicolare, la piazza appare quindi sufficientemente anonima, una specie di 'non luogo' che segna il passaggio tra il quartiere di Santa Croce e il quartiere di San Giovanni.

## Descrizione
Vi si affacciano il settecentesco palazzo Bartolommei-De Rossi e, al 15-16, una casa con un pietrino del monastero di San Pier Maggiore, che ricorre anche sull'edificio all'1 rosso. Al 17 un portale con mascherone, forse seicentesco. Sullo spronte tra borgo Albizi e via dell'Oriuolo si trova il fronte moderno del Banco di Roma, eseguito sulla Casa degli Albizi dopo le demolizioni del 1936. 
Alla chiesa del monastero distrutto apparteneva la parete su della piazza, su cui si vedono ancora i contrafforti con mascheroni in pietra e doccioni a forma di testa leonina. Prima della costruzione del palazzo delle Poste si affacciava qui, su uno stretto sporto, il Canto delle Rondini, da uno stemma parlante della famiglia Rondinelli che qui aveva le sue case. Dal 1918 vi era anche un pittoresco tabernacolo neogotico della Madonna delle Rondini scolpito da Umberto Bartoli e progettato da Adolfo Coppedé. Questo stesso architetto aveva qui progettato una farmacia la cui memoria è tramandata dalla più arretrata Farmacia del Canto alle Rondini, che ne conserva alcuni degli arredi originari.
Al 4 si vede un tabernacolo tondo in terracotta, con sant'Antonio da Padova che regge il Bambino, e una lanterna che lo rischiarava; si trova un'antica bottega che si appoggiava alla chiesa di San Pier Maggiore.

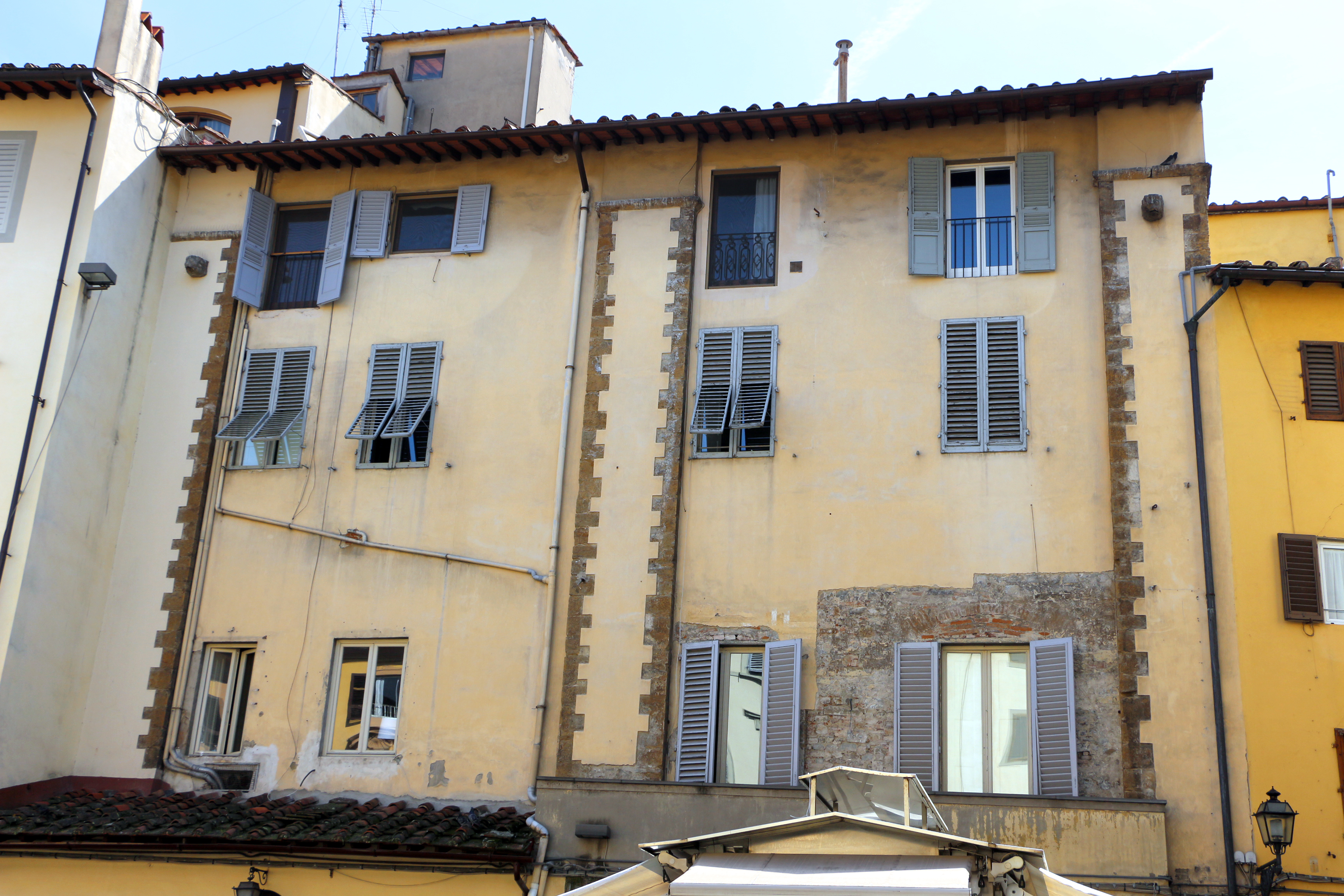
Resti di doccioni e murature della chiesa di San Pier Maggiore
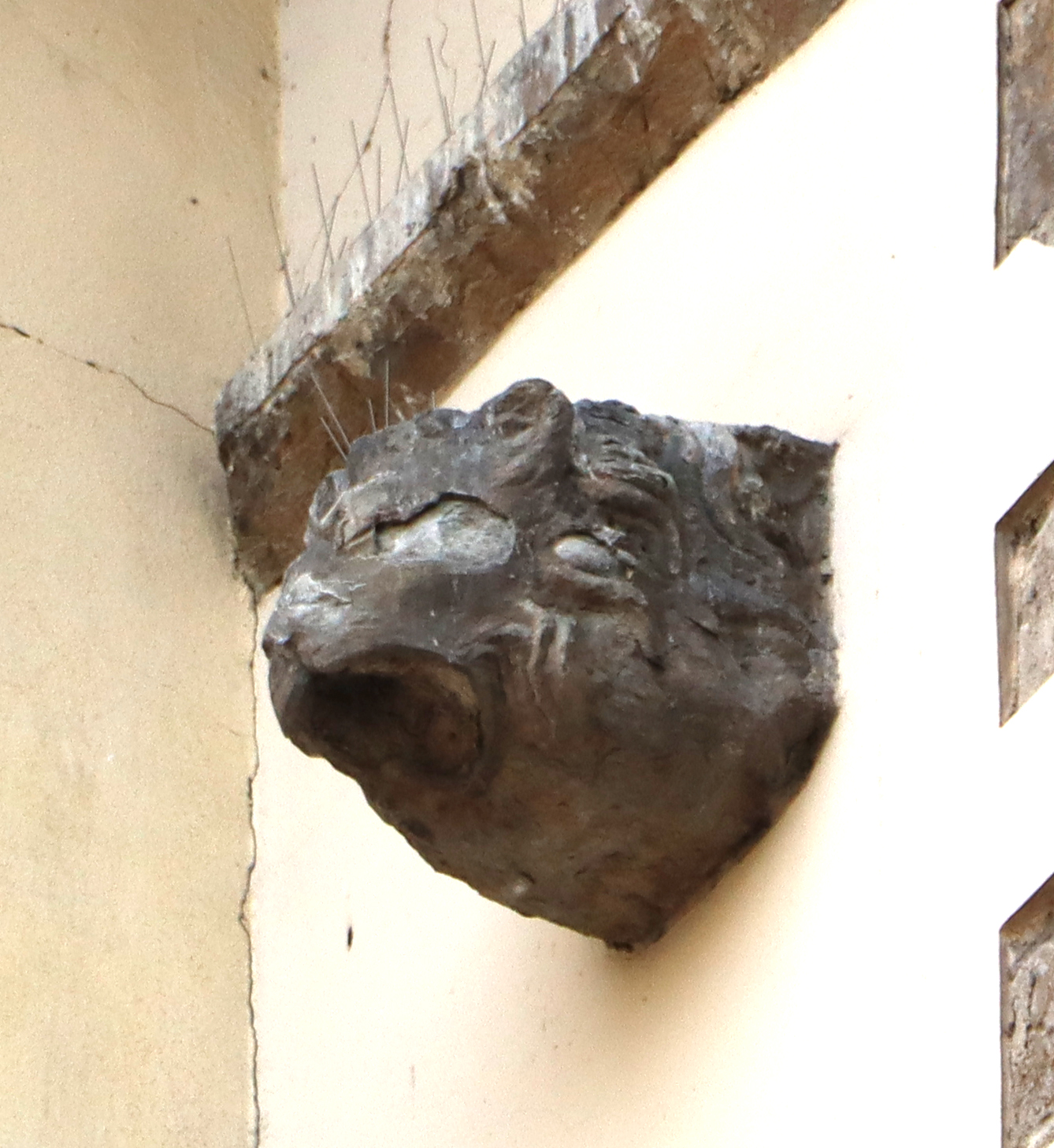
Doccione a testa di leone, su piazza Salvemini
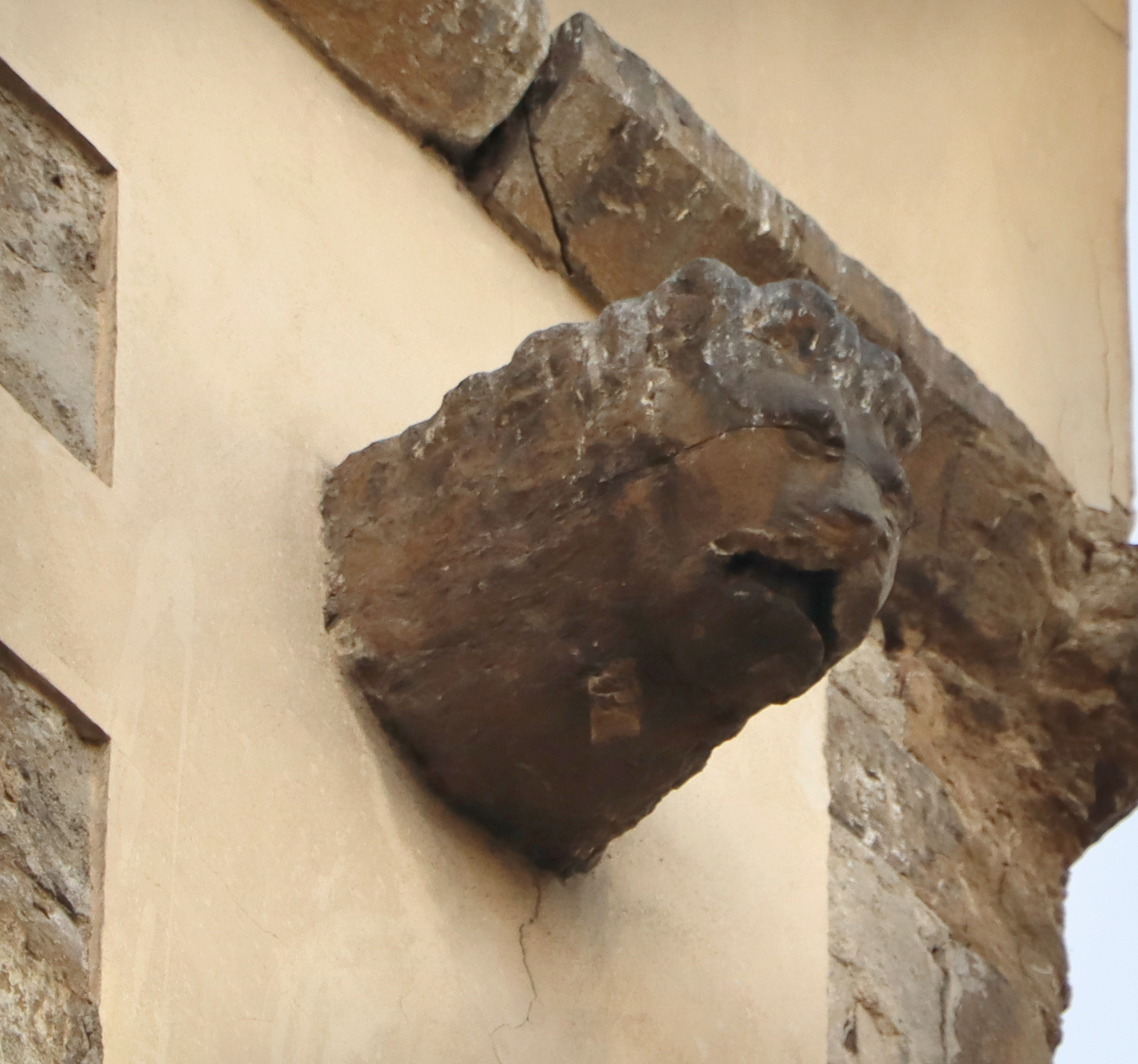
Doccione a testa di leone, su piazza Salvemini
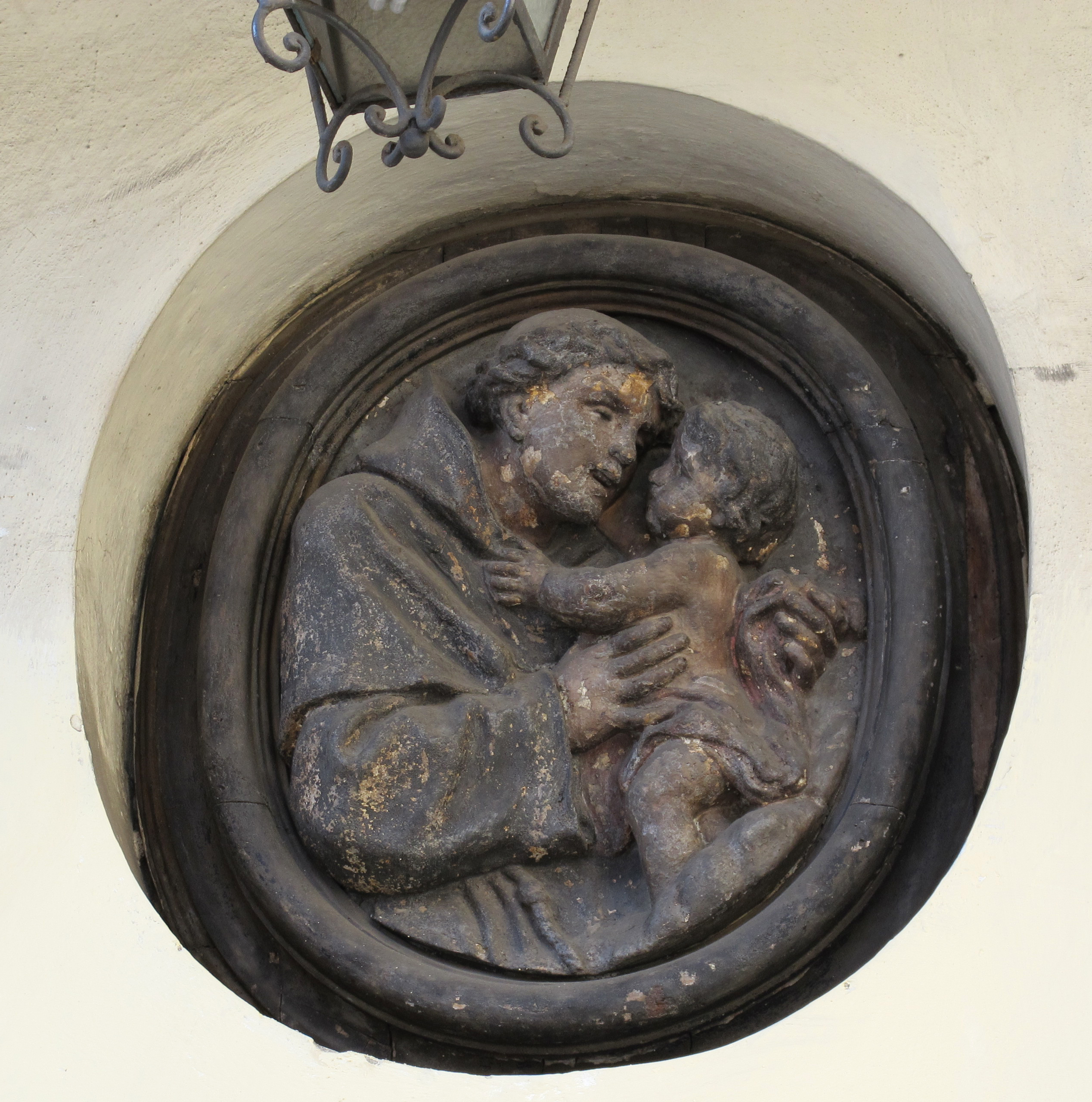
Il tabernacolo con sant'Antonio e il Bambino
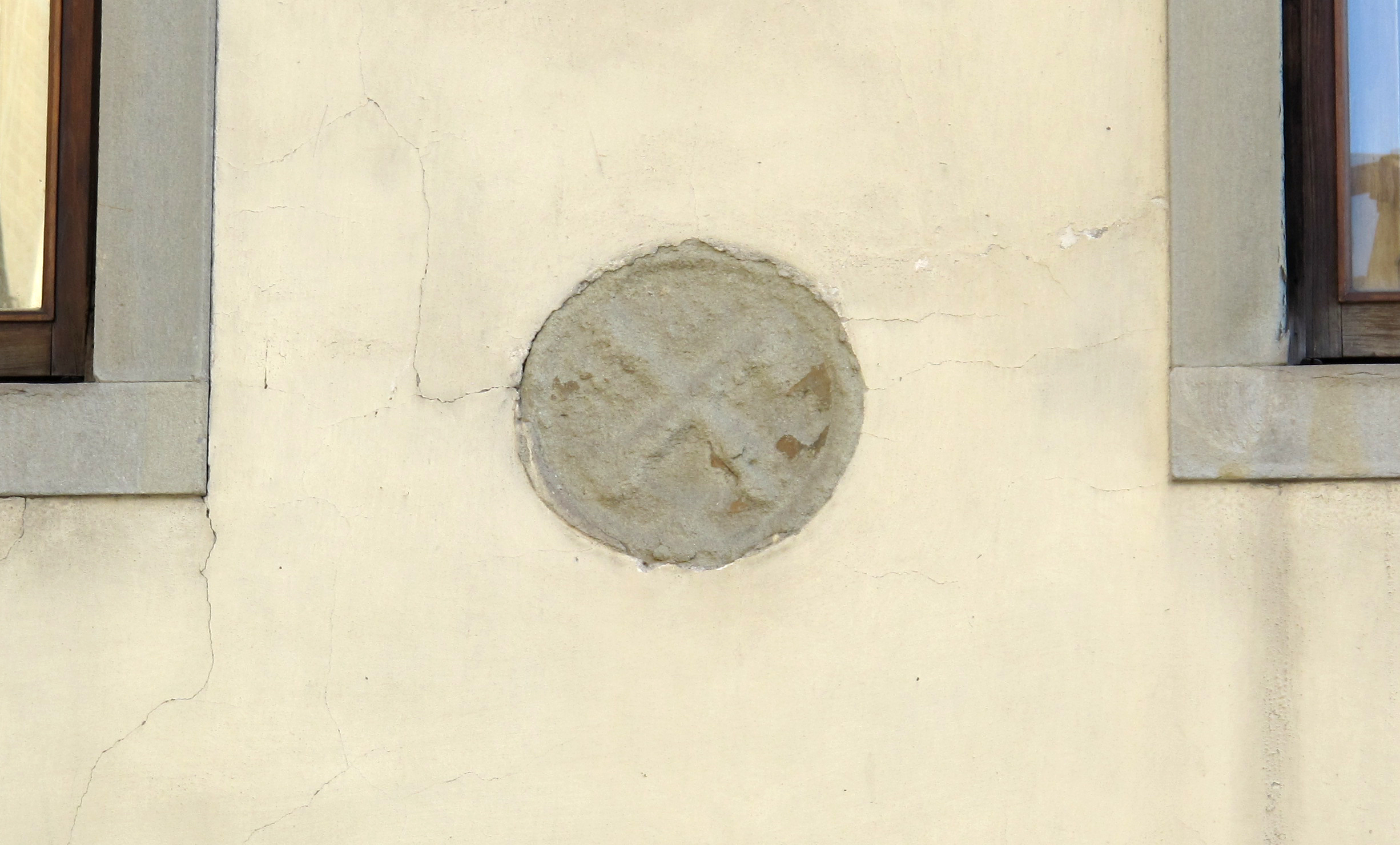
Pietrino di San Pier Maggiore
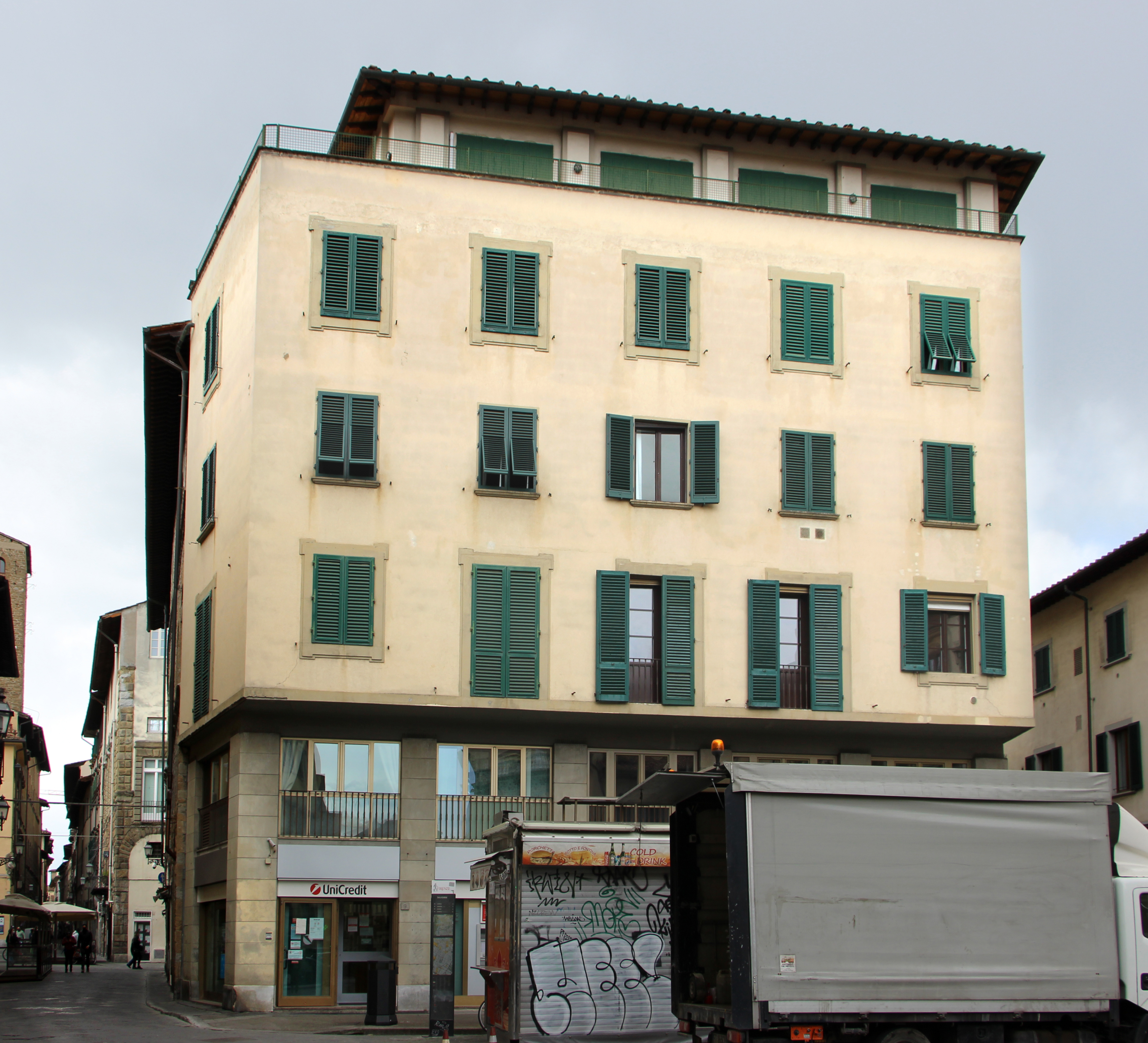
Fronte moderno della casa degli Albizi alla Volta di San Pierino